# Epsiprantel
Epsiprantel ist ein in der Tiermedizin eingesetzter Arzneistoff aus der Gruppe der Piperazinderivate, das als Antiparasitikum gegen Bandwürmer eingesetzt wird. Der Wirkungsmechanismus ist unbekannt, vermutlich wirkt es ähnlich wie Praziquantel. Im Unterschied zu diesem wird Epsiprantel jedoch kaum resorbiert.

## Handelsnamen
- Cestex (CH)
- Banminth Plus (D, Kombinationspräparat mit Pyrantel)